# Francesca Nunzi
Francesca Nunzi (Roma, 27 dicembre 1968) è un'attrice italiana.

## Biografia
Nasce a Roma e fin da piccola manifesta una spiccata propensione per le arti dello spettacolo. Da giovane inizia a cantare in una nota osteria tradizionale della Capitale, recependo dal padre la passione per gli stornelli popolari. Proprio questa sua caratteristica la farà notare da Gigi Proietti, che la ammette al proprio laboratorio di arti sceniche, dove si diploma e da dove inizia la carriera, accanto proprio al Maestro, in spettacoli come Leggero Leggero, A me gli occhi bis. Con il gruppo dei Picari, formatosi durante lo stesso laboratorio, insieme ai compagni di corso Augusto Fornari, Roberto D'Alessandro, Massimiliano Giovanetti e Marco Simeoli, Francesca affronta la strada del varietà e della scrittura autoriale facendo spettacoli comici di grande impatto sul pubblico.
Nel frattempo debutta anche al cinema diretta da Cristiano Bortone in Oasi e da Carlo Verdone in Perdiamoci di vista. Sul grande schermo è diretta tra gli altri da Christian De Sica, Leone Pompucci, Tinto Brass. In Teatro collabora sempre negli anni Novanta con Pier Francesco Pingitore e Nicola Pistoia. Continua intanto a coltivare la passione per le tradizioni della sua città, sviluppando doti interpretative. Non a caso nel 2011 è scelta dallo stesso Luigi Magni per interpretare il ruolo di Tosca nella riduzione teatrale, in versione di commedia musicale, del suo omonimo film. Nel 2015 riceve la candidatura come migliore attrice ai BOA (Booktrailer Online Award) per la sua partecipazione al booktrailer Quello che non sai diretto da Armando Di Lillo.
Il teatro musicale la vede spesso interprete di one-woman show, dei quali è autrice o coautrice, e di commedie e musical originali come E che cats!!! Un altro musical?!?, diretto da Francesco Arienzo accanto a Barbara Foria, Claudio Insegno e Marco Simeoli o Roma Napoli, un’ora di treno per mille racconti sempre con Simeoli, che ritroverà anche nell’ultima edizione di Aggiungi un posto a tavola dove interpreta il ruolo di Ortensia, accanto a Gianluca Guidi ed Enzo Garinei, nelle stagioni teatrali 2017/2018, 2018/2019 e 2019/2020. Nell’estate 2020 è protagonista dell'evento Musical Night – il Sogno del Teatro, ideato e diretta da Marco Predieri; al termine dello spettacolo riceve dal sindaco di Castelnuovo Berardenga il Premio Calici di Stelle alle Stelle dello Spettacolo, come interprete proprio di commedie musicali.
L'artista unisce alle doti di attrice e performer quelle di scrittrice, è infatti autrice del romanzo autobiografico Quei due nel mio orecchio e della raccolta Liberi eccessi di fantasia, che racchiude anche un omaggio al padre. Collabora inoltre come autrice musicale con il Maestro Marco Petriaggi assieme al quale ha inciso varie canzoni, sempre in vernacolo romano, ed edito nel dicembre 2020 il brano Buon Natale.

## Filmografia

### Cinema
- Oasi, regia di Cristiano Bortone (1994)
- Perdiamoci di vista, regia di Carlo Verdone (1994)
- L'amico di Wang, regia di Carl Haber (1997)
- Simpatici & antipatici, regia di Christian De Sica (1998)
- Monella, regia di Tinto Brass (1998)
- I fobici, regia di Giancarlo Scarchilli (1999)
- La coccinella, regia di Nello Pepe, episodio del film Corti circuiti erotici (1999)
- Senza paura, regia di Stefano Calvagna (2000)
- Il grande botto, regia di Leone Pompucci (2000)
- Tra(sgre)dire, regia di Tinto Brass (2000)
- E adesso sesso, regia di Carlo Vanzina (2001)
- Ultimo stadio, regia di Ivano De Matteo (2002)
- Nemici per la pelle, regia di Rossella Drudi (2006)
- Notte prima degli esami - Oggi, regia di Fausto Brizzi (2007)
- Cemento armato, regia di Marco Martani (2007)
- Un'estate al mare, regia di Carlo Vanzina (2008)
- Ultimi della classe, regia di Luca Biglione (2008)
- Ex, regia di Fausto Brizzi (2009)
- Una notte agli studios, regia di Claudio Insegno (2013)
- Tonino, regia di Stefano Calvagna (2013)
- La pioggia che non cade, regia di Marco Calvise (2014)
- Miami Beach, regia di Carlo Vanzina (2016)
- Il Regno, regia di Francesco Fanuele (2020)
- Dolcemente complicate, regia di Angelo Frezza e Rosario Petix (2021)
- Per un nuovo domani, regia di Luca Brignone (2023)
- Maschile plurale, regia di Alessandro Guida (2024)

### Televisione
- Il maresciallo Rocca – serie TV (1996; 2005)
- Una donna per amico – serie TV (1998)
- Tutti gli uomini sono uguali (1998)
- Un medico in famiglia – serie TV (1998)
- La casa delle beffe (2000)
- Una donna per amico 3 – serie TV (2001)
- Il bello delle donne (2001)
- Don Matteo – serie TV (2002)
- La palestra, regia di Pier Francesco Pingitore – film TV (2003)
- Matilde, regia di Luca Manfredi (2005)
- Distretto di Polizia – serie TV (2007)
- Non è stato mio figlio, regia di Alessio Inturri (2016)
- No Budget: The series (2016)

### Cortometraggi
- La coccinella, regia di Nello Pepe (1999)
- Pillole di bisogni, regia di Ivano De Matteo (2008)
- Quello che non sai, regia di Armando Di Lillo (2014)
- Buon viaggio, regia di Anita Anna Ruggieri (2016)

## Teatro
- Delitto al Caffè Chantant, con i Picari, regia di Nicola Pistoia
- Il Decamerone, con Peppe Barra, regia di Renato Giordano
- Ti amo o qualcosa del genere, di Diego Ruiz, regia di Antonio Giuliani (2006)
- Finché mamma non ci separi, di Diego Ruiz, regia di Antonio Giuliani (2007)
- La signora in rosso fisso
- Il matrimonio può attendere
- Il mio secondo matrimonio, con Maurizio Battista
- Cuori scatenati (2017), con Maria Lauria, Diego Ruiz, Sergio Muniz
- Aggiungi un posto a tavola (2018-2019-2020), con Gianluca Guidi, Enzo Garinei, regia di Gianluca Guidi
- Musical Night - Il sogno del Teatro (2020), regia di Marco Predieri
- La Governante di Cavour (2023), regia di Francesca Nunzi
- La strana cotta (2024), regia di Danilo de Santis

## Programmi TV
- Due sul divano (2002)
- Ci vediamo da me, regia di Corrado Orfini (2020)
- Stasera a Teatro - Regalo di Natale, regia di Matteo Lorini (2020)